# Liste der Premierminister von Belize

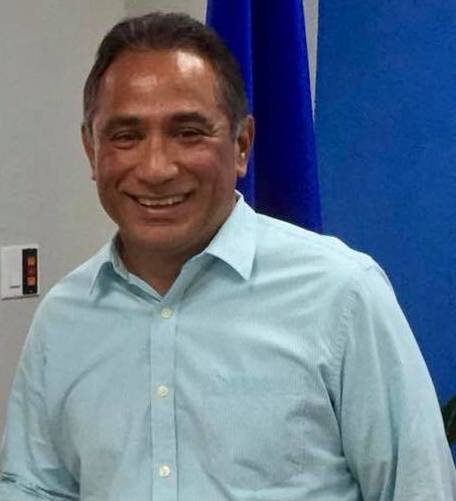
Johnny Briceño, derzeitiger Premierminister von Belize

Der Regierungschef des zentralamerikanischen Staates Belize ist der Premierminister. Die folgende Liste zählt alle Premierminister bisherigen Premierminister seit der Unabhängigkeit von Großbritannien im Jahr 1981 auf.
| Name               | Personendaten | Amtszeit                              | Partei |
| ------------------ | ------------- | ------------------------------------- | ------ |
| George Cadle Price | (1919–2011)   | 7. April 1981 – 15. Dezember 1984     | PUP    |
| Manuel Esquivel    | (1940–2022)   | 15. Dezember 1984 – 4. September 1989 | UDP    |
| George Cadle Price | (1919–2011)   | 5. September 1989 – 1. Juli 1993      | PUP    |
| Manuel Esquivel    | (1940–2022)   | 2. Juli 1993 – 28. August 1998        | UDP    |
| Said Wilbert Musa  | (* 1944)      | 28. August 1998 – 8. Februar 2008     | PUP    |
| Dean Oliver Barrow | (* 1951)      | 8. Februar 2008 – 12. November 2020   | UDP    |
| Johnny Briceño     | (* 1960)      | seit 12. November 2020                | PUP    |